# König der Raben
König der Raben è un film del 2020 diretto da Piotr J. Lewandowski.

## Trama
Il giovane macedone Darko vive clandestinamente in Germania e cerca di mantenere se stesso e la madre malata anche con mezzi illegali. La sua esistenza viene completamente stravolta quando si innamora follemente di Alina, una donna tedesca sposata.

## Produzione
Le riprese del film sono iniziate il 26 giugno 2019 e si sono svolte principalmente nella Ray Barracks, l'ex caserma statunitense di Friedberg. Altre località dove è stato girato sono Francoforte, Offenbach, Mannheim e Heidelberg. Le riprese sono terminate alla fine di luglio 2019.